# فرودگاه اوستروف بولشویک
فرودگاه اوستروف بولشویک (به انگلیسی: Ostrov Bolshevik) یک فرودگاه نظامی است که یک باند فرود خاک دارد و طول باند آن ۳۲۰۰ متر است. این فرودگاه در کشور روسیه قرار دارد و در ارتفاع ۲۹۴ متری از سطح دریا واقع شده است.